# Túró Rudi
Túró Rudi er navnet på en chokoladebar der har været populær i Ungarn siden 1960'erne. Baren består i den klassiske version af tyndt udvendigt lag mørkt chokolade og indvendigt en fast masse af hytteost. „Túró“ er det ungarske ord for hytteost. 
"Rudi" kommer fra det ungarske ord "Rud", hvilket kan oversættes til stang ligesom det er øgenavn for det mandlige fornavn Rudolf i Ungarn.
Den klassiske version er den mest populære i Ungarn, og den sælges i størrelser på 30 og 51 gram. Den produceres også med et overtræk af lyst chokolade baseret på sødmælk. 
Navnet "Pöttyös" (Ungarsk: prikket eller plettet) der præger emballagen er en del af det marketing brand som hele serien af Túró Rudi produkter består af.